# Massacre du Paradis
- Drôle de guerre
- Évacuation des civils de la ligne Maginot
- Mobilisation
- Offensive de la Sarre
- Baie de Heligoland
- Incident de Mechelen
- Plan Jaune
- Plan Dyle
- Luxembourg
- Ében-Émael
- Hannut

- Sedan
- Dinant
- Monthermé
- Givet
- La Horgne
- Gembloux
- Flavion
- Louvain
- Charleroi

- Stonne
- Montcornet
- La Sambre
- Arras

- L'Escaut
- Amiens
- La Lys
- Massacre de Vinkt
- Boulogne-sur-Mer
- Calais
- Poche de Lille
- Massacre du Paradis
- Abbeville
- Dunkerque
- Capitulation belge

- L'Aisne
- L'Ailette
- Opération Paula
- l’Exode
- Pont-de-l'Arche
- Opération Cycle
- Opération Ariel

- Les Alpes
- Vallon du Seuil
- Bombardement de Toulon
- Opération Vado
- La Loire
- Saumur
- La vallée du Rhône
- Bombardements de Marseille
- Menton (Pont-Saint-Louis)
- Combats aériens en Suisse
- Armistice du 22 juin

Le massacre du Paradis est un crime de guerre de la Seconde Guerre mondiale commis le 27 mai 1940 au hameau du Paradis dans la commune française de Lestrem (Pas-de-Calais). Des membres de la 14e compagnie de la division SS Totenkopf, compagnie placée sous le commandement du Hauptsturmführer Fritz Knöchlein exécutent 97 soldats britanniques qui avaient été faits prisonniers au moment où le corps expéditionnaire britannique (BEF)  battait en retraite dans le Nord de la France vers Dunkerque durant la bataille homonyme, pour être évacué vers les côtes britanniques proches.

## Description
Des soldats du 2e bataillon du Royal Norfolk Regiment (en) se retrouvent isolés de leur régiment. Ils occupent et défendent une ferme située dans le hameau dit Le Paradis sur la commune de Lestrem, contre les attaques des troupes SS. À court de munitions, ils se rendent aux troupes allemandes. Les soldats allemands les conduisent le long de la route contre un mur et les mitraillent. Quatre-vingt-dix-sept soldats britanniques sont ainsi exécutés sommairement. Deux survivent avec des blessures et se cachent jusqu'à ce qu'ils soient capturés par des soldats de la Wehrmacht, quelques jours plus tard.

## Condamnation
Après la guerre, le commandant de la troupe, Fritz Knöchlein, est arrêté, poursuivi en justice et condamné par une cour pour crimes de guerre. Les deux survivants du massacre témoignent contre lui et il est condamné à mort et exécuté en 1949 pour sa participation à ce crime.